# Themistokles-Herme von Ostia

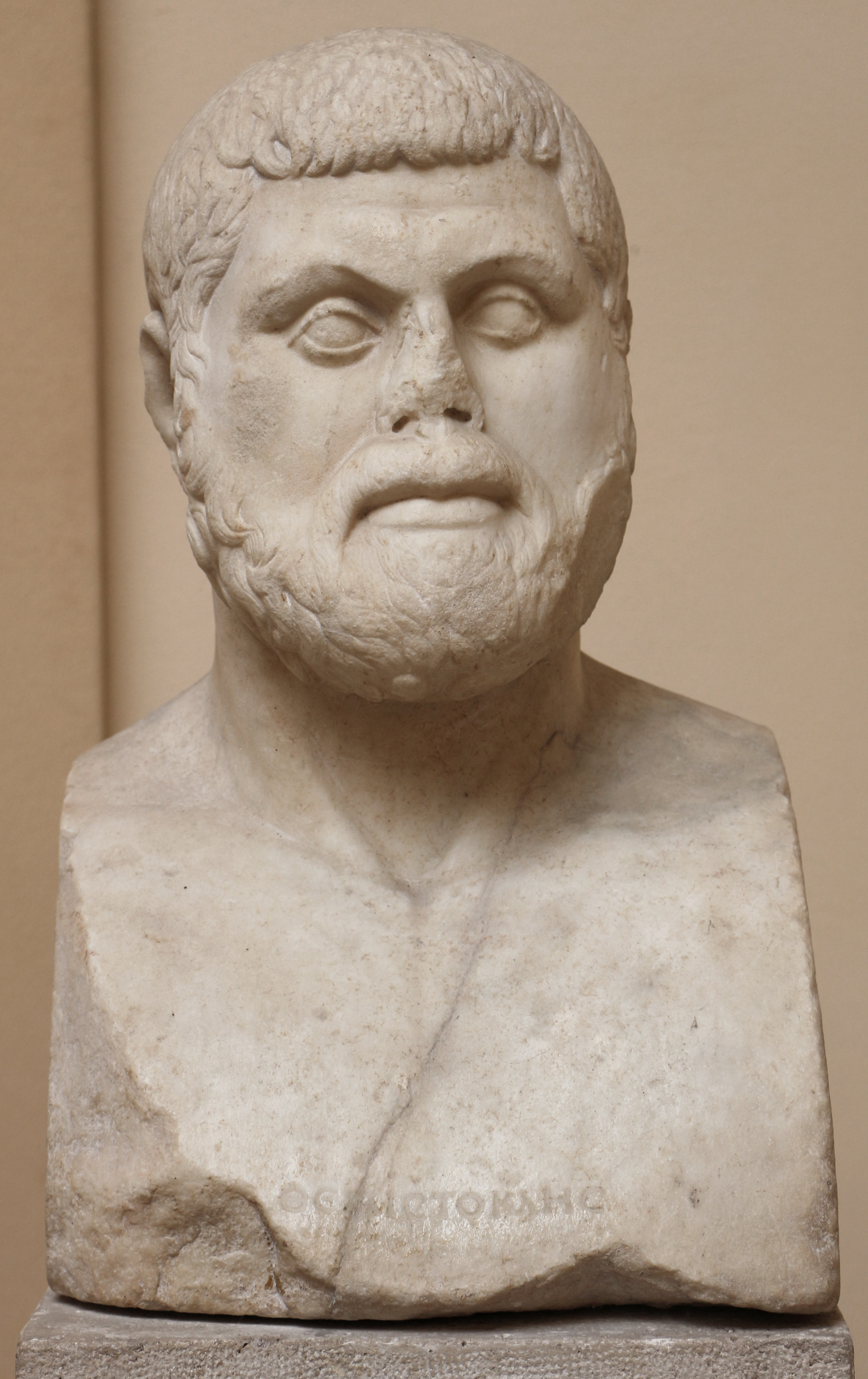
Themistokles-Herme von Ostia

Als Themistokles-Herme von Ostia wird in der Klassischen Archäologie eine 1939 in Ostia gefundene Kopf-Herme mit Inschrift bezeichnet, die die Grundlage für die Identifizierung des Themistokles-Porträts bildet. Sie fand sich in dem Caseggiato del Temistocle, einem eher einfachen Wohnkomplex.
Die Herme lässt darauf schließen, dass es schon im 5. Jahrhundert v. Chr. Porträts gab, die eine möglichst detailgenaue Wiedergabe individueller Züge einer Person anstrebten, und nicht, wie früher angenommen, erst seit dem 4. Jahrhundert v. Chr. Die Herme befindet sich im Museum in Ostia, dem Museo Archeologico Ostiense,  auf dem Ausgrabungsgelände. Die literarischen Beschreibungen von Plutarch, die für Themistokles überliefert wurden, bestätigen die authentische Wiedergabe seines Gesichtes eher, als dass sie es widerlegen würden. Bei der Tyrannenmördergruppe des Harmodios und Aristogeiton haben die Gesichter noch etwas schematische Ausdrucksformen, die aus der späten Archaik herrühren. Wirklich porträthaft sind sie noch nicht.
Die in Ostia gefundene Herme ist aller Wahrscheinlichkeit nach eine römische Kopie von einem älteren Statuenporträt.